# 버네사 리 에비건
버네사 리 에비건(Vanessa Lee Evigan, 1981년 3월 18일 ~ )은 미국의 배우, 성우이다.